# Mješovito slobodno zidarstvo
Mješovito slobodno zidarstvo (fran. Maçonnerie Mixte), ili komasonerija (engl. Co-Freemasonry), ustroj u kojima muškarci i žene zajedno prakticiraju slobodno zidarstvo, ravnopravno, u duhu međusobnog poštovanja i uvažavanja. 
Prva poznata mješovita loža osnovana je 1784. godine u Lyonu, Francuska. Krajem 19. stoljeća, 1890-ih, u Francuskoj je osnovan Le Droit Humain, koji je s vremenom prerastao u međunarodni pokret s više uprava širom svijeta. Tradicionalne muške lože ne priznaju mješovite lože smatrajući ih "neregularnim".
Veliki orijent Francuske, najstarija velika loža kontinentalne Europe i vodeći autoritet liberalnog slobodnog zidarstva, osnovan 1773. godine, donio je 2010. odluku kojom je svojim ložama dao slobodu inicirati i žene. Velika loža Italije je to dopustila još 1955. godine. Sličan korak poduzeo je i Veliki orijent Belgije, osnovan 1833., koji je to omogućio 2020. godine.

## Organizacije

### Le Droit Humain
Međunarodni red slobodnog zidarstva za muškarce i žene "Le Droit Humain" (fran. Ordre Maçonnique Mixte International "Le Droit Humain"; engl. International Order of Freemasonry for Men and Women "Le Droit Humain") je osnovan 1893. godine u Parizu. Red je nastao iz vizije njegovog osnivača francuskog liječnika Georgesa Martina. Cilj stvaranja istinskog jedinstva među ljudima bilo je i ostalo do današnjeg dana glavna zadaća Reda, a plodovi te vizije vidljivi su iz rasprostranjenosti i veličine djelovanja našeg bratstva. Martin je unutar Reda integrirao stupnjeve plave lože sa stupnjevima Drevnog i prihvaćenog škotskog obreda, povezujući ih u zajedničku cjelinu. Istovremeno, ostavio je prostor za izvođenje svih ostalih obreda poput Yorčkog obreda i dr. Ovakav sveobuhvatni pristup svidio se slobodnim zidarima te u to doba Red raste s ložama u Francuskoj, Ujedinjenom Kraljevstvu i Švicarskoj. Britanska Federacija je prva organizacija Reda osnovana izvan Francuske.
U skladu s liberalnim reformama Europe s kraja 19. stoljeća, poput pokreta za ženska prava, pojedini članovi nastoje uvesti žene u slobodno zidarstvo. Mnogima to ne polazi za rukom. Ipak, Georges Martin omogućava uvođenje žena te se 14. siječnja 1882. u Ložu "Les Libres Penseurs" u gradu Pecq zapadno od Pariza inicira Maria Deraismes. Ona postaje bitan dio skupine ljudi koji će kasnije osnovati Red u njegovom današnjem obliku. Nakon godinu dana, 4. travnja 1893. godine, zajedno s Martinom ona osnova Veliku simboličku škotsku ložu "Le Droit Humain".

### Časni red univerzalne komasonerije
Časni red univerzalne komasonerije (engl. The Honorable Order of Universal Co-Masonry) je nekadašnja Američka federacija "Le Droit Humain" koja je odvojila od ovog međunarodnog reda 1994. godine kako bi postala samostalna nadležnost. Organizacija se pokušava "boriti protiv neznanja u svim njegovim oblicima" i djeluje "u slavu Božju i savršenstvo čovječanstva". Ovaj red je stvorio "masonsku upravu koja osigurava maksimalnu slobodu kompatibilnu s dobrovoljno prihvaćenom disciplinom i ustrojena je prema odredbama drevnih škola misterija, Škotskog obreda i Engleskog obreda". Organizacija je aktivna u Sjevernoj Americi, Južnoj Americi, Europi, Africi i Aziji.

### Istočni red međunarodne komasonerije
Istočni red međunarodne komasonerije (engl. The Eastern Order of International Co-Freemasonry) je nastao iz Istočne federacije "Le Droit Humain" kada su lože ove federacije prekinule vezu sa središnjicom reda 2001. godine nakon sve veće zabrinutosti zbog degradacije Koncorda Annie Besant (Annie Besant Concord). Tako su se lože u Indiji, Novom Zelandu, dijelovima Sjedinjenih Država, Brazilu, Argentini, Kostariki, Portoriku, Španjolskoj i Francuskoj reformirane kao Istočni red međunarodne komasonerije, dok su lože u Velikoj Britaniji reformirane kao Velika loža slobodnog zidarstva za muškarce i žene (Grand Lodge of Freemasonry for Men and Women).

### Komasonerijski red užarene zvijezde
Komasonerijski red užarene zvijezde (engl. The Co-Freemasonic Order of the Blazing Star) neovisni je red sa sjedištem u Engleskoj. Svoj glavni fokus vidi na njegovanju duhovnih i ezoteričnih aspekata slobodnog zidarstva te nudi istinski inicijacijski sustav obuke i razvoja 33 stupnja Drevnog i prihvaćenog škotskog obreda u službi čovječanstva i svijeta. Danas djeluje kroz dva različita načina rada u slimboličkim stupnjevima, Obred sv. Mihovila i najvećim dijelom Obred sv. Germaina.

## Priznanje mješovitog slobodnog zidarstva
Mješovito slobodno zidarstvo nije službeno priznato ni od jedne od regularne velike lože, što znači da nije dopušteno međusobno posjećivanje niti druga vrsta suradnje.
Jedan od temeljnih principa slobodnog zidarstva, na kojem zajednički inzistira sve glavne velike lože u SAD-u, jest zabrana iniciranja žena. Članovi tih loža obvezuju se prisegom da neće podržavati inicijaciju žena u slobodno zidarstvo. I brojne druge regularne velike lože izvan SAD-a zadržavaju isti stav, uključujući Ujedinjenu veliku ložu Engleske, Veliku ložu Škotske, Veliku ložu Irske, Veliki orijent Nizozemske i Veliku ložu Hrvatske. Sve one međusobno priznaju regularnost i dopuštaju slobodno međusobno posjećivanje svojih članova.
Neke mješovite velike lože, posebno one pod nadležnošću Le Droit Humain, slijede primjer Velikog orijenta Francuske u uklanjanju pozivanja na Vrhovno Biće iz rituala te dopuštaju inicijaciju ateista. Ovo dodatno povećava razliku u odnosu na tradicionalne lože, koje vjeru u Vrhovno Biće smatraju temeljnim uvjetom.
Unatoč zabrani ritualne interakcije, Ujedinjena velika loža Engleske, najstarija među velikim ložama, iako ne priznaje mješovite lože, povremeno održava neslužbene razgovore s ženskim velikim ložama žena o temama od zajedničkog interesa. Ujedinjena velika loža Engleske također dopušta svojim članovima da, kada ih se pita, objasne kako slobodno zidarstvo nije isključivo muško (iako ta loža sama ne prima žene).

## Predstavnici
Među predstavnicima mješovitih velikih loža, između ostalih, su:
- Veliki orijent Austrije (AME, CLIPSAS, AACEE)
- Veliki orijent Belgije (AME, AACEE*)
- Veliki orijent Francuske (AME, AACEE*)
- Velika nacionalna loža Hrvatske (AME, CLIPSAS, AACEE)
- Velika simbolička loža Hrvatske
- Velika loža Italije (AME, AACEE)
- Veliki orijent Mađarske (AACEE)
- Veliki orijent Rumunjske (AME, CLIPSAS, AACEE)
- Veliki orijent Slovenije (AME, CLIPSAS, AACEE)
- Velika liberalna loža Srbije (CLIPSAS, AACEE)

## Vanjske poveznice
- Le Droit Humain International
- Universal Co-Masonry
- Eastern Order of International Co-Freemasonry